# Solna station (Tvärbanan)
Solna station är sedan den 18 augusti 2014 ändhållplats för Tvärbanans Solnagren. Den är belägen i stadsdelen Hagalund vid Frösundaleden och nedanför bostadsområdet "Blåkulla" i Hagalund. Antalet påstigande vid spårvagnshållplatsen är cirka 3 100 under en normal vintervardag. Järnvägsstationen, som gett hållplatsen sitt namn, har sin entré cirka 150 meter från hållplatsens norra ände. En entré finns även i södra änden.